# أرجواني
اللون الأرجواني أو الفُرْفير (بالإنجليزية: Purple)‏ هو تسمية تطلق على طيف من تدرجات اللون الواقعة بين الأحمر والأزرق. ويمكن الحصول عليه (في كلا الخضب الطرحية والأضواء الجمعية) بمزج الألوان الأولية الأحمر والأزرق بنسب متفاوتة، مع احتمالية إضافة كمية صغيرة جدًا من لون أولي ثالث (الأخضر في حالة الضوء، والأصفر في حالة الخضب). يوجد تعارض في الآراء حول أي التدرجات اللونية يمكن وصفها باللون الأرجواني، فبعضها يوصف بدقة أكبر على أنها قرمزية اللون لبعض التدرجات الخاصة. والاختلاف في حساسية الشبكية للون الأحمر والأزرق بين الأشخاص يمكن أن تزيد من حالة التعارض.
يعرف اللون الأرجواني حسب نظرية اللون على أنه أي لون غير طيفي بين اللون البنفسجي واللون الأحمر. اللون البنفسجي هو لون طيفي ولكنه ليس اللون الأرجواني.

## اقرأ أيضا
- أرجوان صور
- شجر الأرجوان